# Кирполье
Кирпо́лье   (фин. Kirkonpelto) — деревня в Колтушском городском поселении Всеволожского района Ленинградской области.

## Название
Современное название деревни, производное от старинного — Кирицкое Поле и финское название — Kirkonpelto, что в переводе означает «поле при кирхе», по легенде происходят от того, что здесь в начале XVII века находился лютеранский храм, но в 1620 году деревянная кирха сгорела.

## История
Первое картографическое упоминание деревни — селение Старая Кирка на карте Санкт-Петербургской губернии прапорщика Н. Соколова 1792 года.
Первой владелицей деревни была Вера Николаевна Чоглокова, в замужестве Фрязина, жена статского советника Платона Ивановича Фрязина.
Деревня Кирицкое Поле упоминается на «Карте окружности Санкт-Петербурга» 1810 года.

КИРИЦКОЕ ПОЛЕ — деревня принадлежит статской советнице Вере Фрязиной, жителей по ревизии: 44 м. п., 32 ж. п. (1838 год)

В 1839 году после её смерти деревня по наследству перешла к её брату, коллежскому асессору Андрею Николаевичу Чоглокову.
В 1840 году А. Н. Чоглоков продал усадьбу коллежскому асессору Алексею Егоровичу Сафонову.
В 1847 году А. Е. Сафонов уже камердинер.
На Плане генерального межевания Шлиссельбургского уезда упоминается как деревня Кирицкоеполь.
В пояснительном тексте к этнографической карте Санкт-Петербургской губернии П. И. Кёппена 1849 года она записана как деревня Kirkonpelto (Кироцкое Поле) и указано количество её жителей на 1848 год: савакотов — 28 м. п., 32 ж. п., финляндских карелов — 8 м. п., 11 ж. п., всего 79 человек.

КИРИЦКОЕ ПОЛЕ — деревня г. Сафонова, по просёлкам, 8 дворов, 36 душ м. п. (1856 год)

Число жителей деревни по X-ой ревизии 1857 года: 30 м. п., 32 ж. п..
В 1860 году деревня Кирицкое поле Багай, состояла из 8 дворов. 

КИРИЦКОЕ ПОЛЕ — деревня владельческая, при колодцах; 12 дворов, жителей 30 м. п., 28 ж. п. 

там же БАГАГАЙ — деревня владельческая, при колодцах; 17 дворов, жителей 28 м. п., 33 ж. п. (1862 год)

В 1874 году временнообязанные крестьяне деревни Кирицкое Поле выкупили свои земельные наделы у А. Е. Сафоновой.
По данным архивов, в 1879 году деревня и мыза Кирицкое Поле принадлежали чиновнику 8-го класса Александру Егоровичу Сафонову.
Согласно подворной переписи 1882 года в деревне проживали 14 семей, число жителей: 41 м. п., 36 ж. п., лютеране: 31 м. п., 30 ж. п., разряд крестьян — собственники, а также пришлого населения 1 семья (2 м. п., 1 ж. п.) все лютеране.
- План деревень Заполье, Хязельки и Кирецкое Поле. 1885 год

В 1885 году деревня насчитывала 12 дворов. По данным Материалов по статистике народного хозяйства в Шлиссельбургском уезде от 1885 года, 9 крестьянских дворов в деревне (или 64 % всех дворов), занимались молочным животноводством.
В 1886 году, после смерти А. Е. Сафонова, его жена и дети продали имение купцу 2-й гильдии Никите Алексеевичу Алексееву. По данным книги «Дворянские усадьбы Санкт-Петербургской губернии. Всеволожский район», в 1886 году Н. А. Алексеев продал имение ротмистру Владимиру Алексеевичу Ухину, однако согласно материалам по статистике народного хозяйства Шлиссельбургского уезда, купец Н. А. Алексеев в 1886 году не продал, а приобрёл мызу Кирецкое Поле площадью 436 десятин за 25 000 рублей. В хозяйстве при мызе у купца Н. А. Алексеева был 1 трактир, 3 лошади, 9 коров и два быка, метисы холмогорской и ярославской породы. Трактир он сдавал в аренду за 125 рублей в год, кроме того местные крестьяне «за пользование быком отрабатывают владельцу 25 женских дней».
В 1893 году, согласно карте Шлиссельбургского уезда, деревня Кирецкое Поле (Багагай) насчитывала 12 крестьянских дворов.

КИРИЦКОЕ ПОЛЕ — деревня на земле Кирицкого сельского общества, при просёлочной дороге 14 дворов, 44 м. п., 38 ж. п., всего 82 чел. смежна с владельческой усадьбой Ухина и деревней Запольки, мелочная лавка, постоялый двор.

БАГАЛЕЙ (КИРИЦКОЕ ПОЛЕ) — усадьба при зимней дороге на Шлиссельбург, у пруда 1 двор, 1 м. п., 2 ж. п., всего 3 чел. смежно с деревней Кирицкое поле, постоялый двор (зимой).

ДОМ ПЕТРА ВЕРЬЯЛЕЙНЕН у Кирицкого поля — на церковной земле причта Колтушской православной церкви, выселок 1 двор, 1 м п., 1 ж. п., всего 2 чел. смежен с деревней Кирицкое поле.
(1896 год)

По данным книги «Дворянские усадьбы Санкт-Петербургской губернии. Всеволожский район» в 1899 году В. А. Ухин продал имение купцу Иосифу Карловичу Мелю, однако согласно «Памятной книжке Санкт-Петербургской губернии» за 1900 год именно дворянин Ухин Владимир Алексеевич был владельцем имения Богатай площадью 436 десятин.
В конце XIX — начале XX века деревня административно относилась к Колтушской волости 2-го стана Шлиссельбургского уезда Санкт-Петербургской губернии. Население деревни было смешанным — финско-русским.
В 1909 году И. К. Мель продал имение через торги и его новым владельцем до 1913 года стал купец 2-й гильдии Иван Абрамович Саров. Имение называлось Багагай, деревня же — Кирецкое Поле, в 1909 году она состояла из 12 дворов.

КИРЕЦКОЕ ПОЛЕ — деревня Канистского сельсовета Ленинской волости, 27 дворов, 135 душ.

Из них: русских — 8 дворов, 35 душ; финнов-ингерманландцев — 19 дворов, 100 душ. (1926 год)

По административным данным 1933 года деревня называлась Кирицкое Поле и относилась к Колтушскому финскому национальному сельсовету.
В середине 1930-х Кирецкое озеро было осушено.
В 1938 году население деревни составляло 112 человек, из них русских — 60 человек, финнов — 52 человека.

КИРЕЦКОЕ ПОЛЕ — деревня Колтушского сельсовета, 115 чел. (1939 год)

- Деревня Кирполье (Кирецкое Поле) на карте 1939 года

Согласно топографической карте 1939 года деревня Кирецкое Поле насчитывала 37 дворов, смежная деревня Запольки — 23.
В 1940 году объединённая деревня насчитывала 60 дворов.
До 1942 года — место компактного проживания ингерманландских финнов.
1 января 1952 года в состав деревни Кирецкое Поле была включена смежная деревня Запольки.
В 1958 году население деревни составляло 163 человека.
По данным 1966 года деревня называлась Кир-поле, а 1973 года — Кир-полье, она входила в состав Колтушского сельсовета.
По данным 1990 года деревня называлась Кирполье и также входила в состав Колтушского сельсовета.
В 1997 году в деревне проживали 65 человек, в 2002 году — 51 человек (русских — 78%), в 2007 году — 69.

## География
Деревня расположена в южной части района на гряде холмов Колтушской возвышенности, к востоку от муниципального центра — города Колтуши, на автодороге 41К-310 (Колтуши — Коркино).
Находится на всхолмлённой равнине в окружении берёзовых и дубовых перелесков и полей с луговой растительностью. Непосредственно за деревней рельеф постепенно опускается по направлению к Ладожскому озеру и переходит в местами заболоченную равнину покрытую лесом. Здесь расположен уникальный природный объект, включающий в себя собственно Коркинский лес и болота Бобровое, Блудное и Клюквенное с характерной для Карельского перешейка растительностью и рельефом южной тайги с преобладанием лесов смешанного типа, с сосновыми борами на песчаных гривах.
Расстояние до административного центра поселения — 2 км.
Расстояние до ближайшей железнодорожной станции Заневский Пост — 13 км.

## Демография
| 1862 | 2007 | 2010 | 2017 |
| ---- | ---- | ---- | ---- |
| 58   | ↗69  | ↗112 | ↗129 |

Национальный состав
По данным Всероссийской переписи населения 2021 года в деревне проживали 618 человек, из них:
 русские — 576, украинцы — 17, татары — 9, финны — 7, грузины — 4, башкиры — 1, белорусы — 1, казахи — 1, молдаване — 1, другие национальности — 1 человек.

## Административное подчинение
- с 1 марта 1917 года — в Хязельском сельсовете Колтушской волости Шлиссельбургского уезда.
- с 1 февраля 1923 года — в Хязельском сельсовете Ленинской волости Ленинградского уезда.
- с 1 августа 1927 года — в Коннистском сельсовете Ленинского района Ленинградского округа.
- с 1 июля 1930 года — в Хязельском сельсовете Ленинградского Пригородного района.
- с 1 августа 1931 года — в Колтушском сельсовете.
- с 1 августа 1936 года — в Колтушском сельсовете Всеволожского района[33].

## Инфраструктура
Деревня Кирполье электрифицирована и газифицирована, имеет централизованное водоснабжение, находится в зоне покрытия всех операторов связи. Непосредственно к деревне примыкают зоны коттеджной застройки «Раздолье», «Лукоморье», «Зеленые каскады», «Кюмлено». Вместе с зонами коттеджной застройки, Кирполье образует единую агломерацию с деревнями Бор, Коркино, Лиголамби, Хязельки и посёлком Воейково.

## Достопримечательности
- В деревне находится объект культурного наследия, памятник истории — усадьба Алексея Егоровича Сафонова «Кирицкое Поле». Код памятника:4701360001[44]
- В списке ценных природных объектов, подлежащих охране во Всеволожском районе, утверждённом решением Всеволожского городского Совета народных депутатов от 8 апреля 1993 года, за № 17 значится усадьба Сарова «Кирецкое поле» (4 га, д. Кирполье)[45]

- Парк Кирполье. 2022 год

## Улицы
Александровская, Большая Сосновская, Брусничная, Воейковская, Восточный проезд, Жемчужная, Женевский проезд, Запольки, Каменный переулок, Коркинская, Лесная, Лесопарковая, Малая Парковая, Малая Садовая, Малая Швейцария, Нагорная, Новая, Новые Запольки, Огородный переулок, Пушкинская, Северный проезд, Сосновая, Центральный проезд, Чистый переулок, Швейцарский проезд, Южная.